# Барселона (провінція)
Провінція Барселона — одна з 4 провінцій Автономної області Каталонія та одна з 8 провінцій «каталанських країн». Столицею провінції є місто Барселона.

## Муніципалітети
Найбільшими муніципалітетами провінції є:
- Барселона (1.582.738 осіб)
- Л'Успіталет-да-Любрагат (246.415 осіб)
- Бадалона (214.440 осіб)
- Сабадель (191.057 осіб)
- Тарраса (184.829 осіб)
- Санта-Кулома-да-Ґраманет (116.012 осіб)
- Матаро (111.879 осіб)
- Курналя-да-Льобрегат (82.817 осіб)
- Сан-Бой-да-Любрагат (80.738 осіб)
- Манреза (73.505 осіб)
- Рубі (64.848 осіб)
- Ал-Прат-да-Любрагат (63.312 особи)
- Сан-Кугат-дал-Бальєс (63.132 особи)
- Біладаканс (59.343 особи)
- Біланоба-і-ла-Жалтру (57.300 осіб)
- Ґранульєс (55.913 особи)
- Сарданьола-дал-Бальєс (55.731 особа)

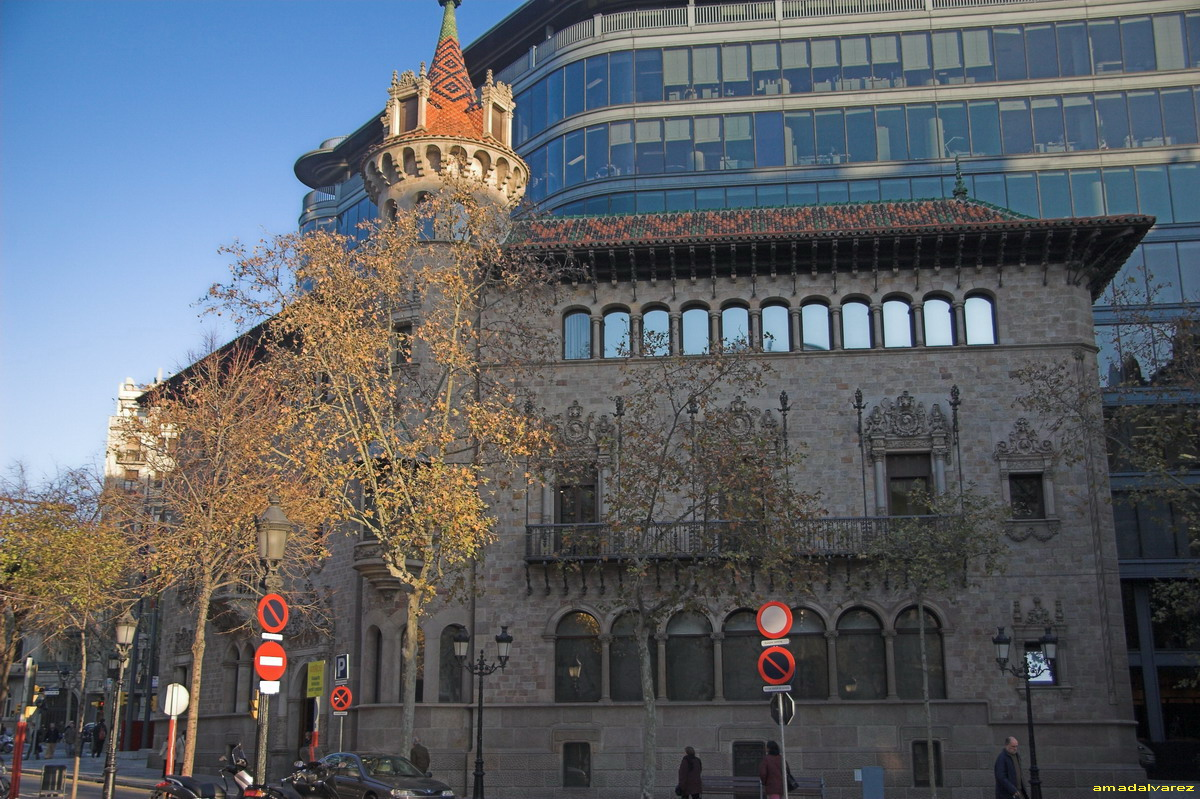
Будівля Каза Серра, Парламент Провінції Барселона

- Кастельдафелс (52.405 осіб)
- Мульєт-дал-Бальєс (50.001 особа).

## Райони
До провінції Барселона входять такі райони (кумарки):
- Ал-Панадес
- Анойя
- Бажас
- Баш-Любрагат
- Барсалунес
- Барґаза, окрім Ґозула
- Ґарраф
- Марезма
- Узона, крім муніципалітетів Аспінелбас, Бідра та Біладрау
- Бальєс-Уксідантал
- Бальєс-Уріантал

Окрім того, до Провінції Барселона входять муніципалітети Фугас-да-ла-Селба району (кумарки) Селба.

## Історія
У 1810 р. генеральним губернатором Каталонії маршалом Оґеро (фр. Auguereau) у Каталонії було створено 4 префектури, які стали прообразом сьогоднішніх провінцій. У 1812 р. Наполеон І інтеґрував Каталонію у Французьку імперію - Барселонську префектуру було перетворено на Департамент Монсаррат.
У 1813 р. за пропозицією Кадіського парламенту (кат. Corts de Cadis) Провінція Барселона включала в себе також м. Жирону та прилеглі території.
У 1822 р. було офіційно ухвалено поділити Іспанію на провінції. За цією реформою Провінція Барселона, окрім тих районів, які входять в неї зараз, включала також Сарданью.
30 листопада 1833 р. Провінція Барселона отримала теперішні адміністративні кордони. У Каталонії поділ на провінції існує до сьогодні, окрім періодів від 1913 до 1925 р.р. та 1936 до 1939 р.р.

## Демографія
| 1497 f | 1515 f | 1553 f | 1717    | 1787    | 1857    | 1877    | 1887    | 1900      | 1910      |
| ------ | ------ | ------ | ------- | ------- | ------- | ------- | ------- | --------- | --------- |
| 16.681 | 16.452 | 14.030 | 166.133 | 345.042 | 713.734 | 836.887 | 902.970 | 1.054.541 | 1.141.733 |

| 1920      | 1930      | 1940      | 1950      | 1960      | 1970      | 1981      | 1990      | 1992      | 1994      |
| --------- | --------- | --------- | --------- | --------- | --------- | --------- | --------- | --------- | --------- |
| 1.349.282 | 1.800.638 | 1.931.875 | 2.232.119 | 2.877.966 | 3.929.194 | 4.620.056 | 4.738.354 | 4.662.874 | 4.743.692 |

| 1996      | 1998      | 2000      | 2002      | 2004      | 2006      | 2008 | 2010 | 2012 | 2014 |
| --------- | --------- | --------- | --------- | --------- | --------- | ---- | ---- | ---- | ---- |
| 4.628.277 | 4.666.271 | 4.736.277 | 4.906.117 | 5.117.885 | 5.309.404 | -    | -    | -    | -    |

## Президенти Провінції Барселона
- Антоні Сімарру (1939-1943)
- Льюіс Аржемі (1943-1946)
- Антоні Льупіс (1946-1949)
- Жуакім Бушьо (1949-1967)
- Жузеп Мулє (1967-1973)
- Хуан Антоніо Самаранч (1973-1977)
- Жузеп Таррадаляс (1977-1980)
- Франсеск Марті (1980-1982)
- Антоні Далмау (1982-1987)
- Манел Ройас (1987-2003)
- Хосе Монтілья (2003-2004)